# Себастьян Юнгер
Себастьян Юнгер (народився 17 січня 1962 року в Белмонті, Массачусетс) — американський письменник, журналіст і режисер-документаліст; Він став відомий як автор бестселера «Ідеальний шторм» про корабельну аварію Андреа Гейл. За книгою знятий однойменний фільм.

## Біографія
Мати Юнгера Елен Сінклер — художниця, його батько Мігель Юнгер, німець за походженням, — фізик. Себастьян виріс у районі, де діяв серійний вбивця Альберт Генрі Де Сальво, що згодом надихнуло його написати книгу «Смерть у Бельмонті» про серію вбивств. До 1980 року Юнгер відвідував Академію Конкорда в Конкорді, а в 1984 році здобув ступінь бакалавра мистецтв у галузі культурної антропології у Весліанському університеті.
Перша книга Юнгера «Ідеальний шторм» 1997 року стала бестселером, а самого Юнгера часто порівнювали з Ернестом Гемінґвеєм. У 2000 році він отримав нагороду National Magazine Award за «Криміналістику війни», опубліковану у Vanity Fair у 1999 році. На початку 2007 року він писав з Нігерії про криваву нафту. Разом із фотографом Тімом Гетерінгтоном Юнґер отримав нагороду DuPont-Columbia за телевізійну журналістику за фільм «Інша війна: Афганістан», створений спільно з ABC News і Vanity Fair, який транслювався на ABC Nightline у вересні 2008 року.
Юнгер протягом двох років жив у Глостері. Зараз він живе в Нью-Йорку зі своєю дружиною Даніелою, де є співвласником бару під назвою The Half-King.

## Твори
- 1998: Ідеальний шторм (нім. The Storm — the last voyage of Andrea Gail, Diana Verlag, Munich, ISBN 978-3-8284-5008-0).
- 2002: Вогонь, ISBN 978-3-8284-5044-8.
- 2007: Смерть у Белмонті, ISBN 978-3-89667-320-6.
- 2010: Рестрепо.
- 2010: Війна. Twelve, New York, США, ISBN 978-0-446-55624-8.
- 2016: Плем'я. Про повернення додому та приналежність. Twelve, New York, 2016, ISBN 978-1-4555-6638-9.

## Переклади українською
- Себастьян Юнгер. Плем'я. Про повернення з війни і належність до спільноти. Пер. з англ. Ольга Корнюшина. — Київ: Наш Формат, 2023. 
- Себастьян Юнґер. Свобода. Пер. з англ. Ольга Корнюшина. — Київ: Наш Формат, 2024. 
- Себастьян Юнгер. Коли я помирав. Роздуми скептика про ймовірність потойбічного життя. — Київ: Наш Формат, 2025. (очікується у червні 2025 року).